# Чемпионат Европы по футболу 2012 среди юношей до 17 лет
Чемпионат Европы по футболу 2012 среди юношей до 17 лет стал 11-м розыгрышем чемпионата Европы по футболу среди юношей до 17 лет, который прошёл в Словении с 4 по 16 мая. Победу одержала сборная Нидерландов.
Апелляция Венгерской футбольной федерации с требованием заменить сборную Бельгии сборной Венгрии из-за участия в матче Элитного раунда Бельгия — Россия игрока, нарушающего регламент, была отклонена.
В турнире имели право участвовать игроки родившиеся после 1 января 1995 года.

## Стадионы
Чемпионат прошёл в 4 городах: Домжале, Лендаве, Любляне и Мариборе. Стадионами, на которых прошли матчи, являются:
- «Стожице» (вместимость — 16,038 человек)
- «Людски врт» (вместимость — 12,994)
- «Домжале» (вместимость — 2,813)
- «Лендава» (вместимость — 2,020)

## Квалификация
Финальному турниру чемпионата Европы по футболу 2012 среди юношей до 17 лет предшествовали две отборочных стадии: первый раунд и Элитный раунд.

## Участники
- Бельгия
- Германия
- Грузия
- Исландия
- Нидерланды
- Польша
- Словения1(хозяева)
- Франция

1.↑  Дебютирующие команды (на уровне юношеских сборных до 17 лет).

## Групповой этап
Победитель и вторая команда из каждой группы проходят в полуфинал.
| Условные цветовые обозначения   |
| ------------------------------- |
| Команды, прошедшие в полуфинал. |

Везде дано местное время (UTC+02:00).

### Группа A
| Команда  | И | В | Н | П | ГЗ | ГП | РГ | О |
| -------- | - | - | - | - | -- | -- | -- | - |
| Германия | 3 | 3 | 0 | 0 | 5  | 0  | +5 | 9 |
| Грузия   | 3 | 1 | 1 | 1 | 2  | 2  | 0  | 4 |
| Франция  | 3 | 0 | 2 | 1 | 3  | 6  | −3 | 2 |
| Исландия | 3 | 0 | 1 | 2 | 2  | 4  | −2 | 1 |

| Грузия | 0:1           | Германия  |
| ------ | ------------- | --------- |
|        | Отчет о матче | Майер 59′ |

| Франция                   | 2:2           | Исландия                        |
| ------------------------- | ------------- | ------------------------------- |
| Шемлаль 7′ · Мартьяль 56′ | Отчет о матче | Биргиссон 66′ · Херманнссон 77′ |

| Франция  | 1:1           | Грузия                 |
| -------- | ------------- | ---------------------- |
| Лема 67′ | Отчет о матче | Чечелашвили 30′ (пен.) |

| Исландия | 0:1           | Германия     |
| -------- | ------------- | ------------ |
|          | Отчет о матче | Штендера 20′ |

| Германия                     | 3:0           | Франция |
| ---------------------------- | ------------- | ------- |
| Майер 54′, 56′ · Диттген 62′ | Отчет о матче |         |

| Исландия | 0:1           | Грузия         |
| -------- | ------------- | -------------- |
|          | Отчет о матче | Дарцимелия 74′ |

### Группа B
| Команда    | И | В | Н | П | ГЗ | ГП | РГ | О |
| ---------- | - | - | - | - | -- | -- | -- | - |
| Нидерланды | 3 | 1 | 2 | 0 | 3  | 1  | +2 | 5 |
| Польша     | 3 | 1 | 2 | 0 | 2  | 1  | +1 | 5 |
| Бельгия    | 3 | 1 | 1 | 1 | 3  | 2  | +1 | 4 |
| Словения   | 3 | 0 | 1 | 2 | 3  | 7  | −4 | 1 |

| Польша              | 1:0           | Бельгия |
| ------------------- | ------------- | ------- |
| М. Стемпиньский 65′ | Отчет о матче |         |

| Словения    | 1:3           | Нидерланды                    |
| ----------- | ------------- | ----------------------------- |
| Захович 74′ | Отчет о матче | Влут 13′ · Луму 35′ · Аке 61′ |

| Нидерланды | 0:0           | Бельгия |
| ---------- | ------------- | ------- |
|            | Отчет о матче |         |

| Словения    | 1:1           | Польша     |
| ----------- | ------------- | ---------- |
| Шауперл 26′ | Отчет о матче | Рабега 10′ |

| Нидерланды | 0:0           | Польша |
| ---------- | ------------- | ------ |
|            | Отчет о матче |        |

| Бельгия                                | 3:1           | Словения      |
| -------------------------------------- | ------------- | ------------- |
| Схрайверс 2′ · Геркенс 53′ · Диркс 80′ | Отчет о матче | Стоянович 13′ |

## Плей-офф

### Сетка плей-офф
|  | Полуфинал             | Полуфинал  |                       |       | Финал | Финал |
|  |                       |            |                       |       |       |       |
|  | 13 мая 2012 – Любляна |            |                       |       |       |       |
|  |                       |            |                       |       |       |       |
|  | Германия              | 1          |                       |       |       |       |
|  | Германия              | 1          | 16 мая 2012 – Любляна |       |       |       |
|  | Польша                | 0          |                       |       |       |       |
|  | Польша                | 0          | Германия              | 1 (4) |       |       |
|  | 13 мая 2012 – Любляна |            | Германия              | 1 (4) |       |       |
|  |                       | Нидерланды | 1 (5)                 |       |       |       |
|  | Нидерланды            | Нидерланды | 1 (5)                 | 2     |       |       |
|  | Нидерланды            |            |                       | 2     |       |       |
|  | Грузии                | 0          |                       |       |       |       |
|  | Грузии                | 0          | Матч за 3-е место     |       |       |       |
|  |                       |            |                       |       |       |       |
|  |                       |            |                       |       |       |       |
|  |                       |            |                       |       |       |       |
|  |                       |            |                       |       |       |       |
|  |                       |            |                       |       |       |       |
|  |                       |            |                       |       |       |       |

### Полуфиналы
| Германия    | 1:0           | Польша |
| ----------- | ------------- | ------ |
| Горецка 34′ | Отчет о матче |        |

| Нидерланды                | 2:0           | Грузии |
| ------------------------- | ------------- | ------ |
| Хендрикс 79′ · Хайе 80+2′ | Отчет о матче |        |

### Финал
| Германия                                 | 1:1           | Нидерланды                                  |
| ---------------------------------------- | ------------- | ------------------------------------------- |
| Горецка 45′                              | Отчет о матче | Аколатсе 80+1′                              |
| Пенальти                                 |               |                                             |
| Сарр · Вернер · Иттер · Штендера · Кемпф | 4:5           | Хюсер · Аке · Аколатсе · Хендрикс · Вильена |